# Яусс, Ханс-Роберт
Ха́нс-Ро́берт Я́усс (нем. Hans Robert Jauß; 12 декабря 1921, Гёппинген — 1 марта 1997, Констанц) — немецкий историк и теоретик литературы.

## Биография
Из семьи учителей, вырос в пиетистских традициях. Учился в гимназии в Эсслингене. Во время Второй мировой войны два года провёл на Восточном фронте. После войны учился в Праге (один семестр) и Гейдельбергском университете, где среди его преподавателей были Мартин Хайдеггер и Ханс-Георг Гадамер. В Гейдельбергском университете защитил диссертацию по творчеству Марселя Пруста (1955). Преподавал в Мюнстерском университете, Гисенском университете, с 1966 — в Констанцском университете.
Читал лекции в университетах США, Франции, Бельгии.

## Научные интересы
Специалист по романской медиевистике. Деятельный участник коллоквиумов исследовательской группы «Поэтика и герменевтика» (действовала в 1963—1994 годах), выступал составителем нескольких томов теоретических трудов группы (Nachahmung und Illusion, 1964; Die Nicht mehr schönen Künste; Grenzphänomene des Ästhetischen, 1968; Text und Applikation, 1981). Один из лидеров констанцской школы рецептивной эстетики.

## Труды
- Zeit und Erinnerung in Marcel Prousts «À la recherche du temps perdu»; ein Beitrag zur Theorie des Romans (1955)
- Untersuchungen zur mittelalterlichen Tierdichtung (1959)
- Literaturgeschichte als Provokation der Literaturwissenschaft (1967, книга переведена на 16 языков мира)
- Literaturgeschichte als Provokation (1970)
- Kleine Apologie der ästhetischen Erfahrung. Mit kunstgeschichtlichen Bemerkungen (1972, в соавторстве с Максом Имдалем)
- Gebremste Reform: ein Kapitel deutscher Hochschulgeschichte, Universität Konstanz, 1966—1976 (1977)
- Ästhetische Erfahrung und literarische Hermeneutik (1977)
- Alterität und Modernität der mittelalterlichen Literatur: Gesammelte Aufsätze 1956—1976 (1977)
- Krise der Erwartung, Stunde der Erfahrung: zur ästhetischen Kompensation des modernen Erfahrungsverlustes (1982, в соавторстве с Одо Марквардом и Хорстом Зундом)
- Die Theorie der Rezeption, Rückschau auf ihre unerkannte Vorgeschichte (1987, в соавторстве с Хорстом Зундом)
- Studien zum Epochenwandel der ästhetischen Moderne (1989)
- Wege des Verstehens (1994)
- Probleme des Verstehens: ausgewählte Aufsätze (1999)

### В переводах на английский
- Medieval literature and contemporary theory. Baltimore: Johns Hopkins UP, 1979
- Toward an aesthetic of reception. Minneapolis: University of Minnesota Press, 1982.
- Aesthetic experience and literary hermeneutics. Minneapolis: University of Minnesota Press, 1982
- The Book of Jonah: a paradigm of the «hermeneutics of strangeness». Minneapolis: Center for Humanistic Studies, University of Minnesota, 1987
- Question and answer: forms of dialogic understanding. Minneapolis: University of Minnesota Press, 1989

### В переводах на французский
- Pour une esthétique de la réception. Paris: Gallimard, 1978
- Pour une herméneutique littéraire. Paris: Gallimard, 1988
- Théories esthétiques après Adorno. Arles: Actes Sud, 1990
- Petite apologie de l’expérience esthétique. Paris: Allia, 2007

## Признание
Член Гейдельбергской академии наук, Academia Europaea (Кембридж). Почётный член Римской академии деи Линчеи, Академии наук Венгрии. Почётный доктор университета в Яссах. Со второй половины 1970-х годов труды переведены на китайский, корейский, японский и большинство европейских языков.

## Публикации на русском языке
- К проблеме диалогического понимания// Вопросы философии, 1994, № 12, с. 97-106 ()
- История литературы как провокация литературоведения// Новое литературное обозрение, 1995, № 12, с.34-84
- Письмо Полю де Ману// Новое литературное обозрение, 1997, № 23, с.24-30